# Shazia Mirza

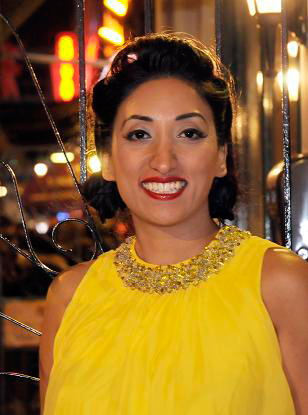
Shazia Mirza (2010)

Shazia Mirza (* 3. Oktober 1972 in Birmingham, England) ist eine englische Stand-Up-Comedian, die für ihren trockenen Humor bekannt ist.

## Leben
Shazia Mirza wurde als jüngstes von vier Kindern eines aus Pakistan eingewanderten Ehepaars geboren; sie hat drei Brüder. Ihre Eltern förderten sie in der Schule und wünschten sich, sie würde Ärztin oder Forscherin werden. Shazia ging auf eine Mädchenschule und studierte Biochemie.
Interviews zufolge hätten ihre Eltern lange gezögert, ihre Berufung als Comedian anzuerkennen, seien aber mittlerweile sehr stolz auf sie, wozu auch der kommerzielle Erfolg wie ihr Status als Promi beigetragen habe. Mirza arbeitete zunächst als Lehrerin an der High School, die im Londoner East End lag, hatte sie unter anderem den Rapper Dizzee Rascal als Schüler. Sie hatte in der Schule bereits Erfolg bei Theateraufführungen und nahm später Schauspielunterricht am Rose Bruford College of Speech and Drama in London.

## Stand-up-Comedian und weitere Aktivitäten

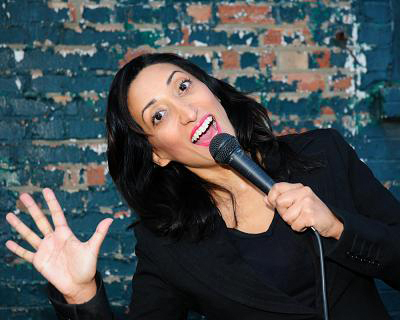
Shazia Mirza als Comedian

In ihrer Comedy beschrieb sie ihren Vater als klassischen Macho, dessen (immer kochende, daher nicht bombenlegende) Ehefrau deswegen immer fünf Schritte hinter ihm hergehe, weil er aus dieser Perspektive besser aussehe. Längere Zeit gehörten zu ihrem Programm Pointen zu Themen wie: das Verhältnis zu ihrer Familie sei ausgezeichnet, die Familie möchte, dass sie einen Muslim heiratete, und sie wünsche, dass die Eltern sich endlich scheiden ließen. Auch schloss sie zeitweise schon eingangs ihres Bühnenauftrittes Zugaben aus mit der Begründung, ihr Vater hole sie sofort nach Ende der Vorstellung ab und glaube, sie arbeite in einer Bibliothek.
Etwa ein Jahr nach Beginn ihrer Karriere im Bereich Stand-up-Comedy wurde Mirza überregional bekannt, als sie nach dem 11. September 2001 im Hidschab auf die Bühne des Amused Moose Clubs in Soho kam und sich mit

“My name is Shazia Mirza. At least, that's what it says on my pilot’s licence.”

„Mein Name ist Shazia Mirza. Zumindest steht das in meinem Pilotenschein.“

vorstellte. Danach schauten sich nach Mirzas Beschreibung die Zuschauer gegenseitig verblüfft an, stellten fest, dass sie es lustig fanden, und fingen erst verzögert, aber dann lauthals an zu lachen. Mirza konnte in der Folge professionell als Comedian arbeiten und ihren Halbtagsjob als Lehrerin aufgeben.
April 2007 präsentierte sie mit F*** Off, I’m a Hairy Woman eine Dokumentation über Körperbehaarung auf BBC3.
Mirza ist unter anderem im Kosovo, Deutschland, Schweden und Holland aufgetreten, ebenso in den USA. Bei ihren ersten Auftritten in Deutschland 2003 war sie sich nicht im Klaren, ob ihr Humor (oder Humor generell) dort ankäme, war aber sehr überrascht über die positive Resonanz. Sie forderte unter anderem das deutsche Publikum mit den Worten „Oh, come on, join the war. It isn't the same without you.“ (Shazia Mirza: , deutsch: „Ach kommt, macht mit beim Krieg. Ohne euch ist es nicht dasselbe.“) zur Teilnahme am Irakkrieg auf.
Die BBC begann mit ihr 2008 eine Dokumentation zum Aufkommen von Stand-up comedy in Pakistan (und Indien). Dazu gehörten Auftritte beim 25. World Performing Arts Festival in Lahore. Mirza hatte zudem dabei Auftritte in Bangalore, Pune, Chennai und Hyderabad und war dabei regelmäßig der erste britische weibliche Comedian überhaupt. Der British Council unterstützte ihre Tourneen.
In Zusammenhang mit Eve Enslers Royal Albert Hall V Day Event 2002 trug sie einen selbstgeschriebenen Monolog vor. Mirza ist als Journalistin anerkannt und schreibt seit 2004 eine Kolumne unter dem Titel A Disappointing Daughter? für The Guardian. 2006 kamen vierzehntägliche Kommentare im New Statesman hinzu, wo sie 2008 als Columnist of the Year ausgezeichnet wurde. Bei der Channel 5 Talkshow The Wright Stuff ist sie regelmäßig vertreten. Gelegentlich wird sie mit der Norwegerin Shabana Rehman Gaarder verglichen, die aber deutlich islamkritischer agiert.
2009 wurde sie zusammen mit anderen asiatischstämmigen Briten Queen Elisabeth II. bei einem Empfang zu einem Staatsbesuch vorgestellt. Die Erfahrung mit der Königin beschrieb sie als rührend, die Queen sei eine fröhliche und humorvolle alte Dame und sehr professionell in der Kommunikation, während sie Prinz Philips Verhalten mit feinen Spitzen aufs Korn nahm. Er habe die Schauspielerin Shobna Gulati, die aus einer indischen Familie stammt, auf ihre Herkunft angesprochen, und auf die Antwort, sie sei aus Manchester, gefragt, welcher Teil Indiens das sei.

## Resonanz
Mirza hat während ihrer professionellen Karriere einen gewissen Wandel durchgemacht. Sie stellte sich anfangs bewusst als Muslima auf die Bühne und trat dort ausschließlich verschleiert auf. Ihren Erfolg im Comedybereich konnte sie zunächst in der islamischen Community wie auch in der eigenen Familie nur unter Schwierigkeiten vermitteln.
Mirza wehrt sich dagegen, auf die tapfere Muslima reduziert zu werden, wobei sie von Hassmails und gelegentlich sogar gewaltsamen Attacken durch Muslime auf britischen Bühnen nicht verschont blieb. Der Widerspruch zwischen ihrer durchdringenden Stimme und trocken servierten, inhaltlich teilweise haarsträubend auch sexuell konnotierten Pointen und ihrem Auftreten im stereotypen Outfit war ebenso geeignet, klassische Vorurteile des Publikums aufzubrechen, indem sie ihnen (zumindest teilweise) entsprach. Die entsprechenden Erfahrungen teilt sie unter anderem mit Omid Djalili.
Fazila Bhimji, die Film- und Medienstudien an der University of Central Lancashire lehrt, konstatiert Mirza die Fähigkeit, ein großes und sehr unterschiedliches Publikum ansprechen zu können und dies auch zusammenzubringen. Sie verkörpere kosmopolitische Vielschichtigkeit im besten Sinne. Unter anderem nimmt sie auch den klassischen Guardianleser, das britische Äquivalent des Bionade-Biedermeier, gern auf die Schippe und antwortet auf die Frage, wie Träume entstehen, mit Binnen drei Minuten in der Mikrowelle.

## Preise
- 2003, laut The Observer eine der 50 lustigsten Komödianten in der britischen Comedy.[25]
- 2008, Columnist of the year bei den PPA Awards für die Beiträge zum New Statesman
- Halbfinalistin bei Last Comic Standing
- 2010 Preisträgerin beim AWA The Arts and Culture Award